# Філімонов Олександр Петрович
Олександр Петрович Філімонов (* 14 вересня 1866, станиця Григорополіська, Лабінський відділ, Кубанська область — † 4 серпня 1948, м. Осієк, тепер Хорватія) (рос. Александр Петрович Филимонов) — український козацький військовик, Генерал-лейтенант (1920). Отаман Кубанського козачого війська (12 жовтня 1917-10 листопада 1919).

## Освіта
- Володимирський Київський кадетський корпус (1884)
- Московське Олександрівське військове училище (1886)
- Олександрівська військово-юридична академія (1907) і одночасно Археологічний інститут.

## Службова кар'єра
- 07.1908—04.1917 — Отаман Лабінського відділу Кубанського козачого війська
- 04—10.1917 — Голова Кубанського військового уряду.
- 12.10.1917 — 10.11.1919 — отаман Кубанського козачого війська; офіцер в Кубанській армії генерала Покровського

## Політичний напрям
Вів незалежну політику Кубані і Кубанського війська по відношенню до уряду Кубані і Добровольчій армії. Через розбіжності з Денікіним був вимушений скласти з себе повноваження отамана Кубанського козачого війська (10.11.1919).
У грудні 1919 емігрував до Сербії. Помер в 1948 в місті Осієк (Югославія).